# جامبرو
جامبرو (به انگلیسی: Jamberoo) یک منطقهٔ مسکونی در استرالیا است که در نیو ساوت ولز واقع شده‌است.